# 夏洛特·弗赖伊
夏洛特·弗赖伊（英語：Charlotte Fry，1996年2月11日—），英国女子马术运动员。她曾代表英国参加2020年夏季奥林匹克运动会马术比赛，获得团体盛装舞步赛铜牌和个人盛装舞步赛第13名。